# 菲律賓隱鰭鯰
菲律賓隱鰭鯰為輻鰭魚綱鯰形目鯰科的其中一種，為熱帶淡水魚，分布於亞洲菲律賓巴拉望島淡水流域，體長可達12公分，棲息在底層水域，生活習性不明。